# Kling Glöckchen
Kling, Glöckchen är en tysk julsång från 1800-talet. Sångtexten skrevs av Karl Enslin (1819–1875) till en traditionell tysk folkvisa. Enligt andra sånger tonsattes den 1884 av Benedikt Widmann (1820–1910).

### Fotnoter
1. ↑  Weber-Kellermann, Ingeborg (2003) (på German). Das Buch der Weihnachtslieder (10). Zurich: Atlantis. sid. 258–260. ISBN 3-254-08213-3
2. ↑  Erni, Franz Xaver; Erni, Heinz Alexander (2002) (på German). Stille Nacht, heilige Nacht. Die schönsten Weihnachtslieder. Freiburg im Breisgau: Herder. sid. 108. ISBN 3-451-27367-5
3. ↑  ”Lyrics”. Arkiverad från originalet den 4 mars 2016. https://web.archive.org/web/20160304191808/http://german.about.com/library/blklingg.htm. Läst 24 december 2012.
4. ↑  Frohe Weihnacht, collection of 40 Christmas carols, selected and arranged by Wilhelm Lutz, p. 14. Edition Schott 4006, Mainz 1946